# Csokonyavisonta
Csokonyavisonta es un turísticamente importante pueblo en el condado del Somogy en Hungría.

## Turismo
Csokonyavisonta es una destinación turística importante: aquí se encuentra uno de los balnearios más famosos de Hungría. El balneario, que cuenta con aguas termales de 73 °C de temperatura, fue abierto en los años 1950.

## Historia
El pueblo actual fue formado en 1941, cuando dos pueblos anteriores: Erdőcsokonya y Somogyvisonta se unieron.

## Nacidos en Csokonyavisonta
- János Xántus (1825-1894), etnógrafo
- István Nagyatádi Szabó (1863-1924), político, ministro de agricultura